# Bitwa pod Szubówką

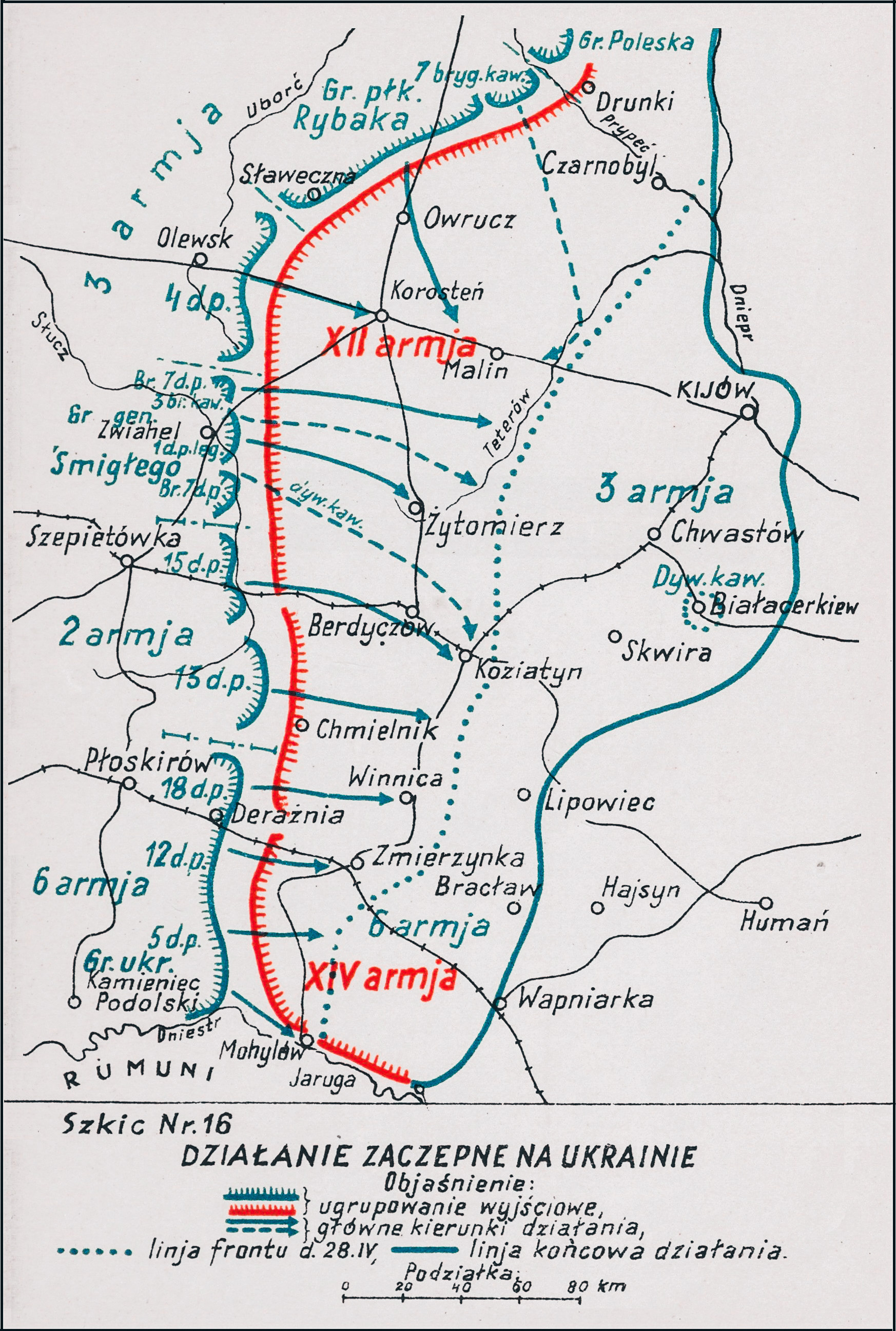
Adam Przybylski,
Wojna Polska 1918–1921

Bitwa pod Szubówką – walki polskiej 5 Brygady Jazdy z oddziałami sowieckiej 14 Armii toczone w okresie II fazy operacji kijowskiej w czasie wojny polsko-bolszewickiej.

## Geneza
25 kwietnia rozpoczęła się polska ofensywa na Ukrainie. Zgrupowane na froncie od Starej Uszycy nad Dniestrem po Prypeć trzy polskie armie uderzyły na wschód. Za wewnętrznymi skrzydłami 2 i 3 Armii była ześrodkowana Dywizja Jazdy gen. Jana Romera.
Po stronie sowieckiej broniły się 12 Armia Siergieja Mieżeninowa w składzie 7., 44. i 58 DS oraz 17 DK, która osłaniała kierunek kijowski i białocerkiewski, a na lewym skrzydle  14 Armia Ijeronima Uborewicza w składzie 21., 41., 45. i 60 DS oraz 8 DK broniąca kierunek Żmerynka-Bracław.
W drugiej fazie polskiej ofensywy na Ukrainie Dywizja Jazdy gen. Jana Romera nocą z 2 na 3 maja zajęła Białą Cerkiew. Tu otrzymała zadanie osłony południowego skrzydła 3 Armii maszerującej na Kijów i północnego skrzydła 2 Armii. Dywizja miała osiągnąć rejon Karapysze - Mironówka, a równocześnie prowadzić rozpoznanie na Kaniów i Czerkasy.

## Walczące wojska
| Jednostka              | Dowódca                        | Podporządkowanie |
| Wojsko Polskie         |                                |                  |
| Dywizja Jazdy          | gen. Jan Romer                 | 2 Armia          |
| ⇒ 5 Brygada Jazdy      |                                |                  |
| → 1 pułk ułanów        | płk Stefan Dziewicki           |                  |
| → 16 pułk ułanów       | mjr Wilhelm Światołdycz-Kisiel |                  |
| Armia Czerwona         |                                |                  |
| oddziały 12 Armii      |                                | Front Płd. Zach. |
| ⇒ 44 Dywizja Strzelców | komdyw. Iwan Dubowoj           |                  |
| → 131 Taraszczańska BS |                                |                  |

## Walki pod Szubówką
6 maja oddziały Dywizji Jazdy wyruszyły do działania. Tego dnia 4 Brygada Jazdy stoczyła walkę pod Olszanicą, a 5 Brygada Jazdy zajęła Kahorlik. Wysłane na przedpole patrole rozpoznawcze stwierdziły obecność silnego zgrupowania piechoty sowieckiej w Szubówce. Takie położenie powodowało, że naruszone mogło zostać jednolite ugrupowanie Dywizji. W tej sytuacji gen. Jan Romer zaplanował koncentryczne uderzenie obu brygad na Szubówkę na dzień 9 maja, z zadaniem rozbicia nieprzyjaciela. 
Celem dokładnego rozpoznania sił przeciwnika, już o świcie 8 maja szwadron 1 pułku ułanów i szwadron 16 pułku ułanów, wzmocnione plutonem artylerii konnej, uderzyły na Szubówkę. Atak spieszonych szwadronów zatrzymany został  silnym ogniem broni maszynowej. Kiedy jednak nadciągnęły siły główne 1 pułku ułanów, przeciwnik rozpoczął odwrót. 4/1 pułku ułanów ruszył do szarży, wziął dziesięciu jeńców i zdobył dwa ckm-y. Nie był on jednak w stanie przeszkodzić sowieckim oddziałom w planowym wycofaniu się na wschód.

## Bilans walk
Uderzenie na Szubówkę, przeprowadzone zbyt szczupłymi siłami, zmusiło wprawdzie zdemoralizowanych czerwonoarmistów do odwrotu, ale nie doprowadziło do rozbicia zgrupowania sowieckiej piechoty, liczącego około 1000 żołnierzy i 10 dział. Zamiar dowódcy dywizji gen. Jana Romera nie został zrealizowany. Straty polskie to jeden poległy i trzech rannych.